# Tom Skinner (baterista)
Tom Skinner (nascido em 26 de janeiro de 1980) é um baterista, percussionista e produtor musical inglês. Ele foi cofundador da banda de jazz Sons of Kemet e da banda de rock The Smile. Ele lançou dois álbuns sob o nome Hello Skinny. Seu primeiro álbum com seu próprio nome, Voices of Bishara, foi lançado em novembro de 2022.

## Vida pregressa
Tom Skinner nasceu em 26 de janeiro de 1980. Ele começou a tocar bateria aos nove anos de idade. Ele gostou de bandas de grunge e metal dos anos 1990, como Napalm Death, antes de descobrir músicos de jazz experimental como John Zorn e Ornette Coleman.

## Carreira

### Jazz e Sons of Kemet
A NPR descreveu Skinner como "o tipo de baterista que sempre localiza o ponto de articulação entre o caos e a clareza". Ele surgiu na cena jazzística de Londres, tocando com músicos como Finn Peters, Cleveland Watkiss e Denys Baptiste, e o artista eletrônico Matthew Herbert. Ele foi membro do trio de jazz Zed-U e do grupo de soul de vanguarda Elmore Judd.
Em 2011, Skinner foi cofundador da banda de jazz Sons of Kemet.   Eles lançaram quatro álbuns e anunciaram sua separação em 2022. Em dezembro de 2020, Skinner se juntou a vários músicos de jazz britânicos para gravar um álbum tributo a Miles Davis, o London Brew. Foi lançado em 31 de março de 2023 pela Concord Jazz.

### The Smile

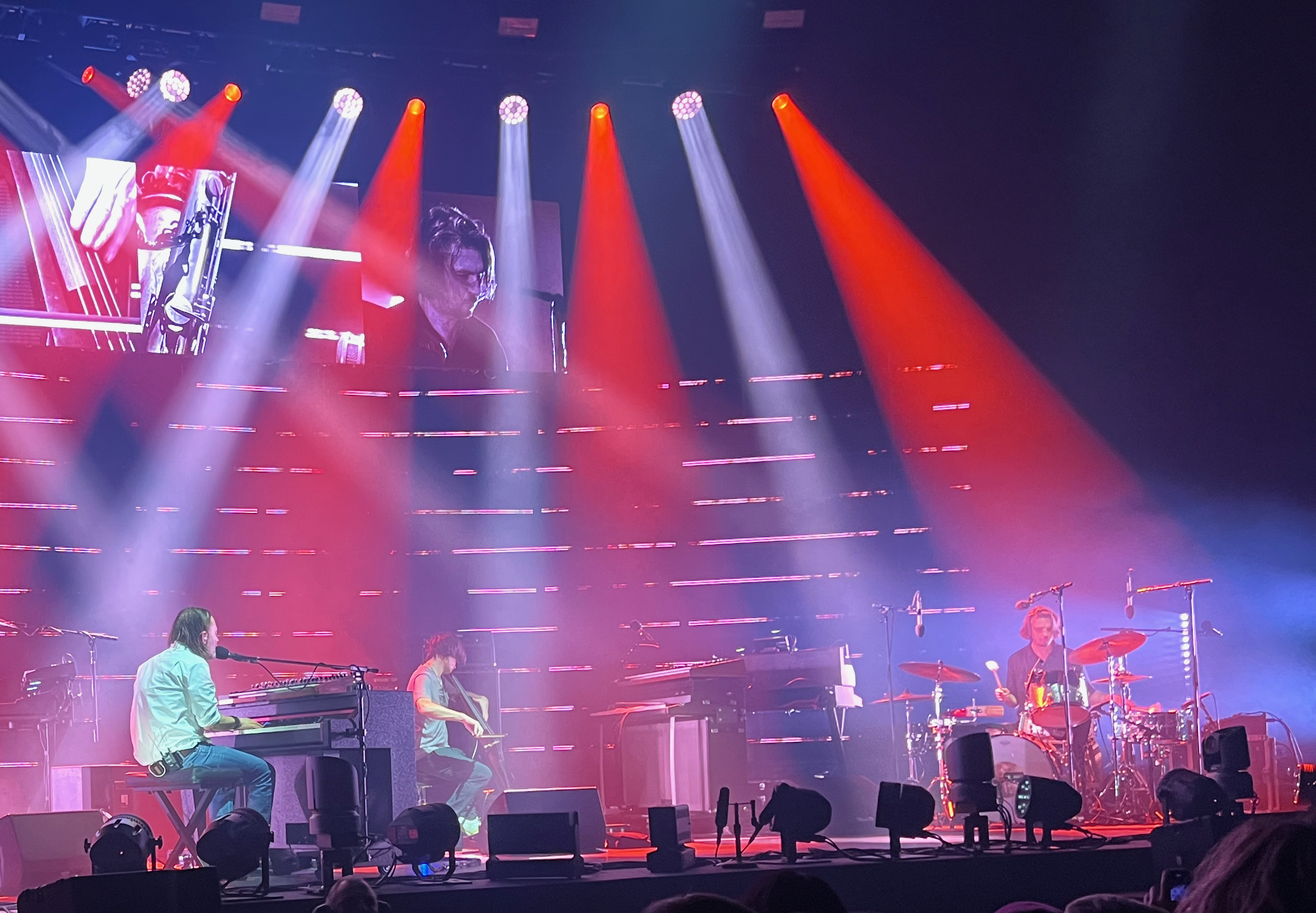
Skinner (à direita) se apresentando com o The Smile em 2024

Skinner trabalhou pela primeira vez com o guitarrista do Radiohead, Jonny Greenwood, quando ele tocou a trilha sonora de Greenwood para o filme The Master de 2012. Em 2021, Skinner, Greenwood e o vocalista do Radiohead, Thom Yorke, estrearam uma nova banda, o The Smile. Eles fizeram sua estreia surpresa em uma apresentação transmitida pelo Festival de Glastonbury em maio.
Em maio de 2022, o The Smile lançou seu álbum de estreia, A Light for Attracting Attention, e iniciou uma turnê internacional. O segundo álbum do Smile, Wall of Eyes, foi lançado em janeiro de 2024, com uma turnê europeia naquele ano. Seu terceiro álbum, Cutouts, está previsto para outubro. Skinner contribuiu para a trilha sonora de Yorke para o filme Confidenza de 2024.

### Trabalho solo
Skinner lançou dois álbuns sob o nome Hello Skinny. Ele lançou o primeiro álbum com seu próprio nome, Voices of Bishara, em 4 de novembro de 2022. Apresenta músicos de jazz, incluindo Shabaka Hutchings, Nubya Garcia, Kareem Dayes e Tom Herbert. O primeiro single, "Bishara", foi lançado em setembro de 2022. Skinner lançou uma versão ao vivo de Voices of Bishara em maio de 2024.

## Vida pessoal
Skinner tem dois filhos e mora no norte de Londres.

## Discografia

### Como Hello Skinny
- Hello Skinny (em 2012)
- Revolutions EP (em 2013)
- Watermelon Sun (em 2017)

### Como Tom Skinner
- Voices of Bishara (em 2022)
- Voices of Bishara Live at "Mu" (em 2024)[17]

### Com o Sons of Kemet
- Burn (em 2013)
- Lest We Forget What We Came Here to Do (em 2015)
- Your Queen Is a Reptile (em 2018)
- Black to the Future (em 2021)

### Com o The Smile
- A Light for Attracting Attention (em 2022)
- Wall of Eyes (em 2024)
- Cutouts (em 2024)

### Com o London Brew
- London Brew (em 2023)

### Com o Floating Points
- Elaenia (em 2015)

### Com o Wildflower
- Wildflower (em 2017)
- Love (em 2020)
- Better Times (em 2021)

### Com a Beth Orton
- Weather Alive (em 2022)[18]

### Com o Alabaster DePlume
- Gold (em 2022)[19]
- Come with Fierce Grace (em 2023)[20]

### Com o Owiny Sigoma Band
- Owiny Sigoma Band (em 2011)[21]
- Power Punch (em 2013)[21]
- Nyanza (em 2015)[21]
- The Lost Tapes (em 2021)[22]

### Com o Melt Yourself Down
- Melt Yourself Down (em 2013)
- Live at the New Empowering Church (em 2014)
- Last Evenings on Earth (em 2016)